# Berliner Muster

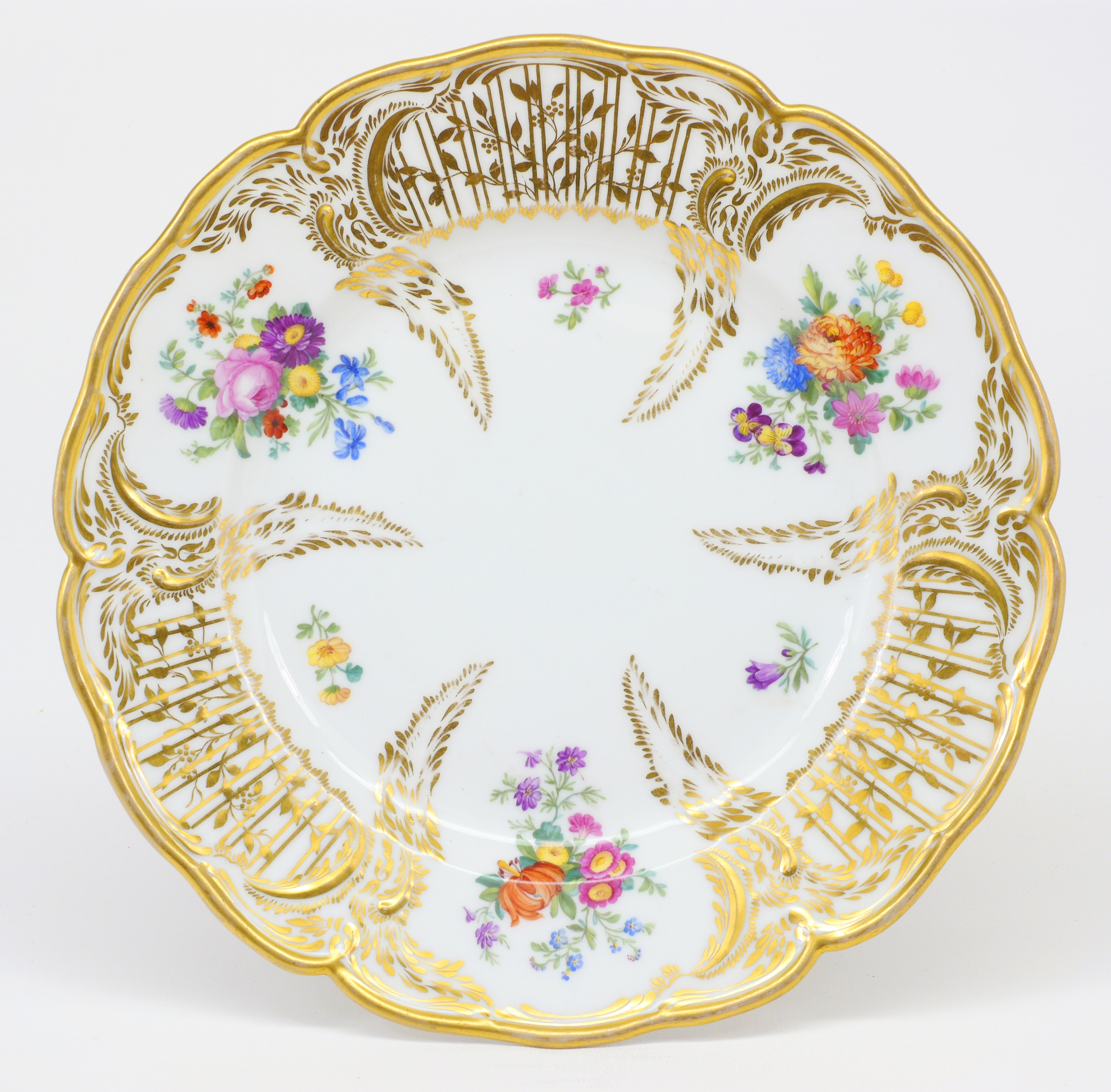
Berliner Muster, Reliefzierat (Friderizianisches Rokoko, für König Friedrich II. um 1765, 1837 nachgefertigt)

Berliner Muster wird eine bestimmte Form plastischen Reliefzierats auf keramischen Geschirren bezeichnet. Auf einem Teller gewöhnlicher Größe (ca. 22 cm Durchmesser) besteht es aus sechs Rocaille-Kartuschen auf der Fahne und sechs dazwischen hervor- und in den Spiegel hineinragenden Reliefzwickeln. Das „Berliner Muster“ wurde 1763/65 für ein Service für das Neue Palais in Berlin entwickelt. Bekannt für dieses Dekor war die Porzellanmanufaktur Ansbach-Bruckberg.